# カスタニョーレ・デッレ・ランツェ
カスタニョーレ・デッレ・ランツェ（伊: Castagnole delle Lanze）は、イタリア共和国ピエモンテ州アスティ県にある、人口約3,700人の基礎自治体（コムーネ）。

## 地理

### 位置・広がり

#### 隣接コムーネ
隣接するコムーネは以下の通り。括弧内のCNはクーネオ県所属を示す。
- カスティリオーネ・ティネッラ (CN)
- コアッツォーロ
- コスティリオーレ・ダスティ
- ゴヴォーネ (CN)
- マリアーノ・アルフィエーリ (CN)
- ネイヴェ (CN)

#### 地震分類
イタリアの地震リスク階級 (it) では、4 に分類される
。

## 行政

### 分離集落
カスタニョーレ・デッレ・ランツェには、以下の分離集落（フラツィオーネ）がある。
- Annunziata, Carossi, Farinere, Olmo, Piani, Rivella, San Bartolomeo, San Defendente, San Grato, San Lorenzo, San Pietro, San Rocco, Santa Maria, Val Bera, Valle Tanaro

## 姉妹都市
- ブラッケンハイム、ドイツ
- Charnay-lès-Mâcon、フランス
- Zbrosławice、ポーランド
- Tarnalelesz、ハンガリー